# Karl Borchardt (Historiker)

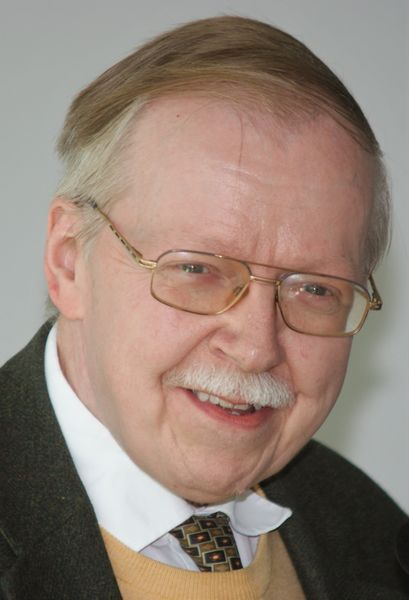
Karl Borchardt, aufgenommen von Werner Maleczek im Jahr 2015 auf der Herbsttagung des Konstanzer Arbeitskreises für mittelalterliche Geschichte auf der Reichenau zum Thema „Kirchenvogtei und adlige Herrschaftsbildung im europäischen Mittelalter“.

Karl Borchardt (* 3. Juli 1956 in Rothenburg ob der Tauber) ist ein deutscher Historiker. Seit 2007 war er wissenschaftlicher Mitarbeiter der Monumenta Germaniae Historica.

## Leben und Wirken
Von 1966 bis 1975 besuchte er das Gymnasium in Rothenburg ob der Tauber und legte dort 1975 das Abitur ab. Anschließend studierte er von 1975 bis 1980 Geschichte und Anglistik an der Universität Würzburg. 1980 legte er die erste Staatsprüfung für Lehramt an Gymnasien ab. Von 1981 bis 1982 war er wissenschaftlicher Mitarbeiter bei Rudolf Weigand (DFG-Projekt zum Kirchenrecht, Edition der Summa Lipsiensis 12. Jh.). Von 1982 bis 1984 war er wissenschaftlicher Mitarbeiter bei Peter Herde (DFG-Projekt Würzburger Inschriften bis 1525, Würzburger Bischofsregesten). 1984/1985 war er Stipendiat der Bayerischen Akademie der Wissenschaften in Rom.
Nach der Promotion 1985 bei Peter Herde in Würzburg mit einer Arbeit über die geistlichen Institutionen in der Reichsstadt Rothenburg ob der Tauber und dem zugehörigen Landgebiet von den Anfängen bis zur Reformation war er von 1985 bis 1987 wissenschaftlicher Mitarbeiter bei Rudolf Weigand (DFG-Projekt Edition der Summa Lipsiensis). Von 1987 bis 1994 war er Assistent am Lehrstuhl Peter Herdes. Es folgte 1994 die Habilitation an der Universität Würzburg mit einer Arbeit über die Cölestiner. Die Arbeit wurde zum Standardwerk. Er war 1994/1995 wissenschaftlicher Mitarbeiter der Monumenta Germaniae Historica (Briefsammlung des Petrus de Vinea). 1995/1996 lehrte er als Gastdozent am Deutschen Historischen Institut in Rom. 1996/1997 war er wissenschaftlicher Mitarbeiter (DFG) an der Universität Würzburg (Briefsammlung des Richard von Pofi). 
1997/1998 vertrat er den Lehrstuhl für Friedrich Prinz (Landesgeschichte / Mittelalter) an der Ludwig-Maximilians-Universität München. Von 1998 bis 2000 war er Oberassistent am Institut für Geschichte in Würzburg. 2000/2001 vertrat er den Lehrstuhl für Rolf Sprandel (Wirtschafts- und Sozialgeschichte / Mittelalter) an der Universität Würzburg. Von Nr. 20 (2000) bis einschließlich Nr. 28 (2008) war er Herausgeber des Bulletins der Society for the Study of the Crusades and the Latin East, der wesentlichen Plattform für die Kreuzzugsforschung. 
Von 2001 bis 2007 leitete er das Stadtarchiv in Rothenburg ob der Tauber. Von 2004 bis 2012 war er Mitherausgeber des Jahrbuchs der Schlesischen Friedrich-Wilhelms-Universität zu Breslau. Von 2005 bis 2012 war er Vorstandsvorsitzender der Stiftung Kulturwerk Schlesien. Seit 2007 war er wissenschaftlicher Mitarbeiter der Monumenta Germaniae Historica, zum 1. Juni 2022 ist er in den Ruhestand getreten.

## Schriften (Auswahl)
Monographien
- Die geistlichen Institutionen in der Reichsstadt Rothenburg ob der Tauber und dem zugehörigen Landgebiet von den Anfängen bis zur Reformation (= Veröffentlichungen der Gesellschaft für Fränkische Geschichte. Reihe 9, Band 37). 2 Bände. Degener, Neustadt/Aisch 1988, ISBN 978-3-86652-937-3.
- mit Václav Filip: Schlesien, Georg von Podiebrad und die römische Kurie (= Wissenschaftliche Schriften des Vereins für Geschichte Schlesiens. Band 6). Verein für Geschichte Schlesiens, Würzburg 2005, ISBN 978-3-931889-06-7.
- Die Cölestiner. Eine Mönchsgemeinschaft des späteren Mittelalters (=  Historische Studien. Band 488). Matthiesen, Husum 2006, ISBN 3-7868-1488-0.
- Patrizier und Ehrbare. Die Wappen im Geschlechterbuch des Johann Friedrich Christoph Schrag (1703–1780) zu Rothenburg ob der Tauber. Bauer & Raspe, Insingen 2007, ISBN 978-3-87947-117-1.
- Kirchen, Bürger und Bauern. Ausgewählte Studien zu Rothenburg ob der Tauber und seinem Umland. Verein Alt-Rothenburg, Rothenburg ob der Tauber 2016, ISBN 978-3-944109-29-9.

Herausgeberschaften
- mit Enno Bünz: Forschungen zur Reichs-, Papst- und Landesgeschichte. Peter Herde zum 65. Geburtstag von Freunden, Schülern und Kollegen dargebracht. Hiersemann, Stuttgart 1998, ISBN 3-7772-9803-4 (Gesamtwerk), ISBN 3-7772-9805-0 (Band 1), ISBN 3-7772-9806-9 (Band 2) (mit Bibliographie).
- mit Enno Bünz: Forschungen zur bayerischen und fränkischen Geschichte. Peter Herde zum 65. Geburtstag von Freunden, Schülern und Kollegen dargebracht (= Quellen und Forschungen zur Geschichte des Bistums und Hochstifts Würzburg. Band 52). Schöningh, Würzburg 1998, ISBN 3-87717-056-0.
- mit Ekkehart Tittmann: Städte, Regionen, Vergangenheiten. Beiträge für Ludwig Schnurrer zum 75. Geburtstag (= Quellen und Forschungen zur Geschichte des Bistums und Hochstifts Würzburg. Band 59). Schöningh, Würzburg 2003, ISBN 3-87717-065-X.
- mit Nikolas Jaspert, Helen J. Nicholson: The Hospitallers, the Mediterranean and Europe. Festschrift for Anthony Luttrell. Ashgate, Aldershot 2007, ISBN 978-0-7546-6275-4.
- Schlesische Lebensbilder. Band 10. Degener, Insingen 2010, ISBN 978-3-7686-3508-0.
- mit Horst F. Rupp: Rothenburg ob der Tauber. Geschichte der Stadt und ihres Umlandes. Theiss, Darmstadt 2016, ISBN 3-8062-2962-7.

Quellenwerk
- unter Mitarbeit von Franz Xaver Herrmann: Die Würzburger Inschriften bis 1525, auf der Grundlage des Nachlasses von Theodor Kramer (= Die Deutschen Inschriften. Band 27). Reichert, Wiesbaden 1988, ISBN 3-88226-433-0.